# D-formes
 (mai 2017).
D-formes, aussi typographié D Formes ou D-Formes, est un groupe d'emo et de screamo colombien, originaire de Bogotá.

## Biographie
Le groupe est formé en 2004 par JuanDa Morales, Leonardo Valenzuela, Juan Pablo Landinez, Juan Camilo Perez et Isaac Guerrero. Il est considéré par la presse locale et internationale comme l'un des groupes de rock le plus importants en Colombie. Cette même année, le groupe publie sa première démo intitulée Yo Estare Bien. I est suivi par un EP intitulé Desaparecer.
En 2006, D-formes publie son premier album studio, Devuelve el Tiempo. Ils sont nommés pour quatre Premios Shock, et remportent le prix de « meilleur groupe alternatif » en 2007. D-formes est également l'un des plus écoutés sur la plateforme Myspace. À la fin de 2008, ils sont annoncés aux côtés d'Alesana. Leur dernier album en date, Once:Once, est considéré comme l'un des disques de rock national de 2009 par le magazine Shock.
Le 8 mai 2016, ils jouent en tête d'affiche au Watt Fest 3.

## Membres

### Membres actuels
- Leo Valenzuela : chant (depuis 2012)
- JuanDa Morales : guitare, chant (depuis 2012)
- Juan Pablo Landinez : guitare (depuis 2005)
- David Duque : basse (depuis 2010)

### Anciens membres
- Isaac Guerrero : basse (2004–2010)
- Juan Camilo Perez : batterie (2004–2012)
- Marco Rodríguez « Mayeyo » : batterie (2012-2013)

## Discographie
- 2004 : Yo Estare Bien (démo)
- 2005 : Desaparecer (EP)
- 2006 : Devuelve el Tiempo
- 2009 : Once:Once
- 2012 : El Escape (EP)